# Скандалы, Рик и расследования
«Скандалы, Рик и расследования» (англ. Rixty Minutes) — восьмой эпизод первого сезона американского мультсериала «Рик и Морти». Сценарий к эпизоду написали Том Кауфман и Джастин Ройланд, а режиссёром выступил Брайан Ньютон.
Название эпизода отсылает к телешоу «60 минут».
Премьера эпизода состоялась 17 марта 2014 года в блоке Adult Swim на Cartoon Network. Эпизод посмотрели около 1,5 миллиона зрителей во время выхода в эфир.

## Сюжет
Рик выражает отвращение к качеству современного телевидения и заменяет обычную кабельную приставку семьи Смитов устройством, которое позволяет им смотреть шоу из бесконечных реальностей. Рик листает каналы, чтобы показать безграничные возможности, в том числе реальность, в которой Джерри — известный актёр. Джерри, Бет и Саммер взволнованы и умоляют Рика показать им их альтернативные жизни. Он достаёт пару межпространственных очков, которые позволят им видеть глазами своего альтернативного «я». Морти остаётся с Риком, и они продолжают смотреть различные рекламные ролики и клипы из альтернативных реальностей.
Джерри, Бет и Саммер по очереди надевают очки. Альтернативное «я» Джерри живёт жизнью наркотиков и разврата, в то время как Бет видит себя работающей с людьми, а не лошадьми. Саммер, однако, обнаруживает, что все реальности, в которых она существует, в основном не изменились. Джерри и Бет признаются Саммер, что она была нежеланным ребёнком, и что её рождение помешало им достичь своих целей. Это очень расстраивает Саммер, и она объявляет о своих планах сбежать.
Пока Саммер начинает собирать чемоданы, Морти пытается её утешить. Он показывает Саммер могилы, которые они с Риком выкопали на заднем дворе в эпизоде «Напиток Рика #9», признавая, что Морти из её реальности мёртв, и он её брат из другой реальности. В заключение он говорит: «Никто не существует по определённой причине, никто ни к чему не привязан, все однажды умрут… Пойдём посмотрим телевизор?» Саммер соглашается остаться, и они вместе спускаются вниз, чтобы посмотреть телевизор с Риком.
Джерри возвращается в гостиную и говорит Морти, что они с Бет решили провести некоторое время отдельно. По телевизору внезапно показывают альтернативную реальность: Джерри с нервным срывом едет на скутере по автостраде, преследуемый полицией. Они смотрят, как альтернативный Джерри подходит к порогу альтернативной Бет, говоря ей, что он ненавидит свою жизнь и сожалеет о том, что не продолжает их отношения. Увидев, насколько важны их отношения друг для друга, Бет и Джерри бросаются в объятия друг друга.
В сцене после титров семья Смитов смотрит новости из «Мира ректальных хомяков». Они задают Рику самые разные вопросы о мире, пока он неохотно создаёт в него портал, чтобы они могли найти ответы для себя. Затем семья проводит приятный отпуск в «Мире ректальных хомяков».

## Отзывы
Мэтт Фаулер из IGN дал эпизоду 8,8 из 10, заявив, что «прошло много времени с тех пор, как мультсериал действительно развлекал, как этот — не жертвуя юмором ради странности, но идеально сочетая их вместе». Зак Хэндлен из The A.V. Club дал эпизоду оценку A, заявив, что «если мой обзор не прояснил, этот эпизод меня просто поразил». Стейси Тейлор из Geek Syndicate оценила эпизод 5/5 и сказала, что «„Скандалы, Рик и расследования“, без тени сомнения, настолько близок к идеальным 20 минутам телевидения, насколько я думаю, что мы когда-либо сможем получить». Джо Матар из Den of Geek дал эпизоду 3,5/5, заявив, что большая часть эпизода «по сути та же самая, что превращает большую часть эпизода в странное скетч-шоу. Но, как и во всех скетч-шоу (особенно импровизированных), результат попадёт или пропадёт».